# Häuslberg (Guteneck)
Häuslberg ist ein Ortsteil der Gemeinde Guteneck im Landkreis Schwandorf in Bayern.

## Geographie
Die Einöde liegt in der Gemarkung Unteraich etwa 3,5 km nordwestlich des Kernortes Guteneck im mittleren Oberpfälzer Wald. Der Ort liegt an der Verbindungsstraße zwischen Oberaich und Tauchersdorf.